# Soft & Stronger
Soft & Stronger è il primo album del gruppo death/folk metal tedesco Die Apokalyptischen Reiter, pubblicato nel 1997.

## Tracce
1. The Hit (Traccia bonus) – 1:50
2. Dragonheart (Traccia bonus) – 4:11
3. Iron Fist – 2:32
4. The Almighty – 2:44
5. Execute – 3:09
6. Downfall – 3:01
7. Instinct – 3:46
8. V.A.D.E.R. – 2:42
9. Metal Will Never Die – 4:26
10. Dostulata – 1:35
11. Eye of a Rose – 1:16
12. Slaves of Hate – 2:36
13. To Live Is to Die – 6:20
14. Enslaved – 2:02
15. Human End – 3:53
16. Der Arme Kunrad (Traccia bonus) – 2:29

## Formazione
- Fuchs - voce
- Pitrone - chitarra
- Volk-Man - basso
- Skeleton - batteria
- Dr. Pest - tastiere